# علیرضا صمدی
علیرضا صمدی (زاده ۲۴ اردیبهشت ۱۳۶۸ در تهران) کارگردان و فیلمنامه‌نویس سینمای ایران است.

## زندگی‌نامه
صمدی فارغ‌التحصیل ادبیات نمایشی از دانشکده هنرهای زیبای دانشگاه تهران است. او همچنین دارای مدرک کارشناسی ارشد ادبیات نمایشی از دانشگاه تربیت مدرس است. وی از سال ۸۷ فعالیت خود را با ساخت مستند و تیزر برای تلویزیون آغاز کرد.
صمدی در سال ۹۵ موفق به ساخت اولین فیلم بلند سینمایی خود با نام بی‌نامی با بازی باران کوثری و حسن معجونی شد که نگاه منتقدین را به خود جلب کرد.

## فیلم‌شناسی

### فیلم سینمایی
| ردیف | نام فیلم          | سال ساخت |
| ---- | ----------------- | -------- |
| 1    | بی‌نامی            | ۱۳۹۶     |
| 2    | صحنه زنی          | ۱۳۹۹     |
| 3    | روایت ناتمام سیما | ۱۴۰۱     |

## جوایز
| جشنواره                | قسمت                          | فیلم              | نتیجه | منبع  |
| ---------------------- | ----------------------------- | ----------------- | ----- | ----- |
| جشنواره جهانی فیلم فجر | سیمرغ نقره‌ای بهترین کارگردانی | صحنه زنی          | برنده | [ ۱ ] |
| جشنواره لیک‌سیتی        | جایزه بهترین فیلم             | روایت ناتمام سیما | برنده | [ ۲ ] |